# Borås Nyheter (1990)
Borås Nyheter var en dagstidning med endagarsutgivning utgiven från 25 januari 1990 till 19 november 1992. Tidningens fullständiga titel var BN / Borås Nyheter.

## Redaktion, föregångare och bilagor
Tidningens politiska tendens var partipolitiskt oberoende och redaktionsort  var Borås. Tidningen hade torsdagar som publiceringsdag hela utgivningen. Tidningen hade TV hela veckan som bilaga till september 1990 sedan Borås Inside som månadsbilaga från oktober 1991 till november 1992. Kulturjournalen,  medlemstidning utgiven för ideella föreningar i Borås och Sjuhäradsbygden i samarbete med Borås nyheter, med stöd av Borås sparbank och Musik i väst kom som bilaga från oktober  november 1990. Kulturjournalen gavs ut 1989 till 1991 även utan att vara bilaga till Borås Nyheter. Tidningens föregångare hette Veckotidningen VD, där VD står för Västgötademokraten, som kom ut 1987-1990.
| Period                 | Ansvarig utgivare  | Period                 | Redaktör            |
| 1990-01-25--1990-11-15 | Sjödin, Jerker     | 1990-01-25--1990-11-15 | Sjödin, Jerker      |
| 1990-11-22--1991-08-08 | Seppälä, Jyrki     | 1990-11-22--1991-08-08 | Seppälä, Jyrki      |
| 1991-08-15--1991-12-05 | Eriksen, Alexander |                        | ansvarig utgivare ? |
| 1991-12-12--1992-11-19 | Sennerteg, Niclas  |                        | ansvarig utgivare ? |

## Tryckning
Förlaget hette AB Borås nyheter i Borås, Tidningen var tabloid med satsyta 37,5 x 25 cm med 32 till 36 sidor. Tidningens sätteri från 25 januari 1990 till 7 februari 1991 hette Länssätteri AB Borås och sedan BN Desktop, Idényckeln AB Borås till nedläggningen, Tryckeri skiftade och framgår av tabell. Priset för tidningen var 170 kronor och upplagan var 3500 exemplar till 5500 exemplar. Tidningen trycktes i fyrfärg.
| Period                 | Tryckeri             | Ort       | Kommentar |
| 1990-01-25--1991-02-07 | Kreativ tryck AB     | Jönköping |           |
| 1991-02-14--1991-10-03 | Tryckerigården       | Bollebygd |           |
| 1991-10-10--1992-08-27 | Markbladets tryckeri | Skene     |           |
| 1992-09-03--1992-10-30 | Tryckerigården       | Bollebygd |           |
| 1992-11-05--1992-11-19 | AB Smålänningen      | Ljungby   |           |